# Sun-Yat-sen-Gedächtnishalle Wuzhou

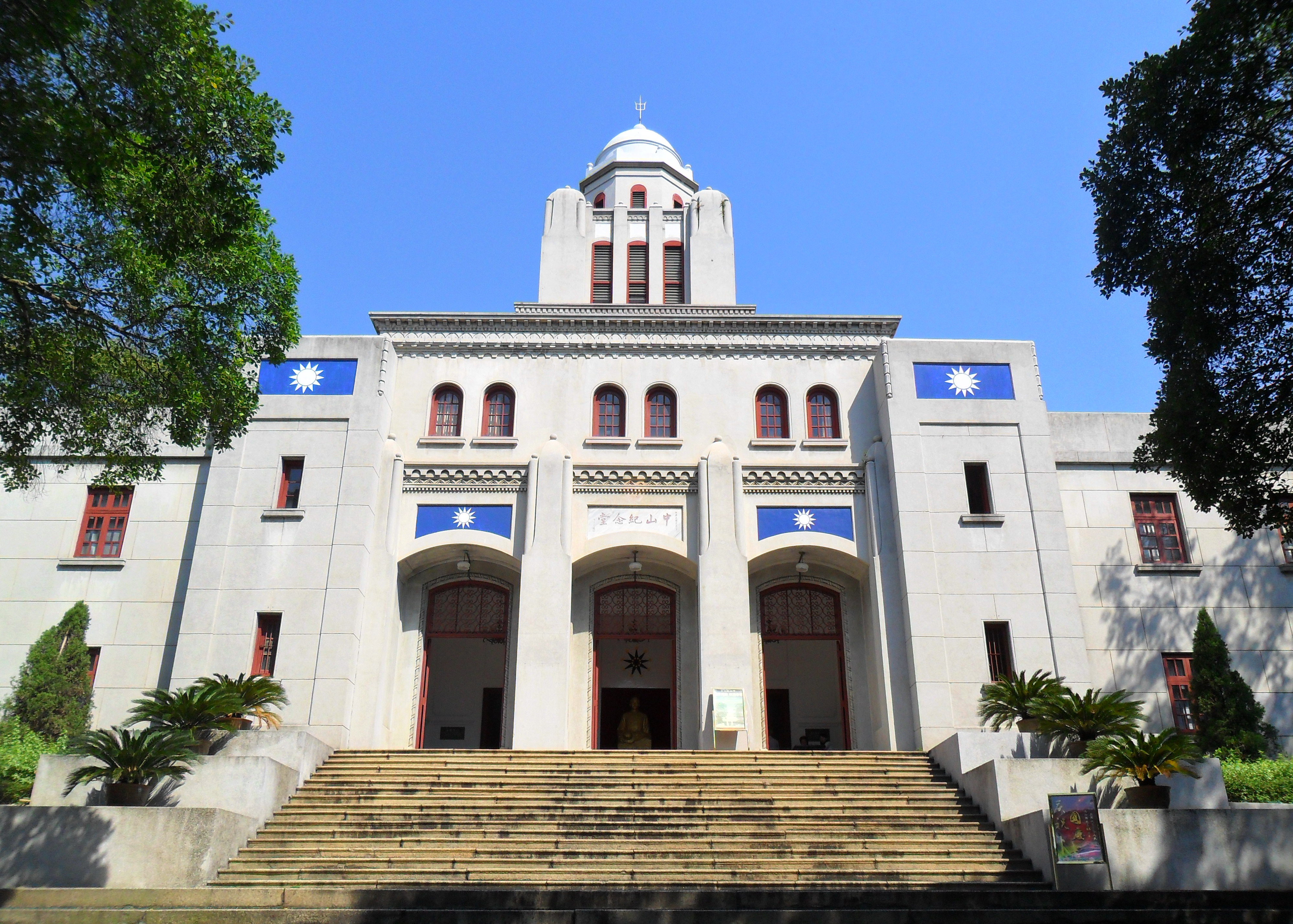
Eingangsansicht

Die Sun-Yat-sen-Gedächtnishalle (chinesisch 中山紀念堂 / 中山纪念堂, Pinyin Zhōngshān Jìniàntáng) befindet sich auf dem gleichnamigen Park in Wuzhou. Der Bau wurde im Oktober 1930 fertiggestellt.

## Geschichte
Von 1921 bis 1922 besuchte Sun Yat-sen dreimal Wuzhou. Nach seinem Tod wurde nach Vorschlag von Li Jishen ein Gedächtnispark geplant, zu dem die Halle gehört. Gegründet im Januar 1926, fing die Ausführung im Juli 1928 an.

## Architektur
Bei diesem Bau werden die chinesischen Palastfassaden und eine abendländische Kuppel zusammen verwendet. Die Halle ist als Nationaldenkmal geschützt.